# Termes, Aude
Termes là một xã của Pháp, nằm ở tỉnh Aude trong vùng Occitanie. Người dân địa phương trong tiếng Pháp gọi là Termenais.

## Hành chính
| Danh sách các xã trưởng                |           |            |      |                       |
| Giai đoạn                              | Giai đoạn | Tên        | Đảng | Tư cách               |
| tháng 3 năm 2001                       | 2008      | Hervé Baro | PS   | Tổng ủy viên hội đồng |
| Tất cả các dữ liệu trước đây không rõ. |           |            |      |                       |

## Thông tin nhân khẩu
| 1793 | 1800 | 1806 | 1821 | 1831 | 1836 | 1841 | 1846 | 1851 |
| ---- | ---- | ---- | ---- | ---- | ---- | ---- | ---- | ---- |
| 242  | 236  | 284  | 273  | 242  | 326  | 321  | 275  | 287  |

| 1856 | 1861 | 1866 | 1872 | 1876 | 1881 | 1886 | 1891 | 1896 |
| ---- | ---- | ---- | ---- | ---- | ---- | ---- | ---- | ---- |
| 280  | 296  | 283  | 247  | 241  | 222  | 214  | 218  | 196  |

| 1901 | 1906 | 1911 | 1921 | 1926 | 1931 | 1936 | 1946 | 1954 |
| ---- | ---- | ---- | ---- | ---- | ---- | ---- | ---- | ---- |
| 189  | 172  | 145  | 147  | 132  | 121  | 110  | 88   | 84   |

| 1962                                         | 1968 | 1975 | 1982 | 1990 | 1999 | 2004 | - | - |
| -------------------------------------------- | ---- | ---- | ---- | ---- | ---- | ---- | - | - |
| 70                                           | 53   | 45   | 50   | 43   | 52   | 54   | - | - |
| Số liệu kể từ 1962 : dân số không tính trùng |      |      |      |      |      |      |   |   |

Graphique de l'évolution de la population 1794-1999

## Nhân vật nổi bật
- Olivier de Termes sinh năm 1200 tại Termes và mất ngày 12 tháng 8 năm 1274.

## Công trình nổi bật
- Lâu đài Termes.
- Nhà thờ xây thế kỷ 18